# Похорье (футбольный клуб)
«Похорьe» (словен. Nogometni Klub Pohorje) — словенский футбольный клуб, представляющий город Руше. Клуб был основан в 1956 году. Он провёл один сезон в главной лиге Словении — Первой лиге в сезоне 1999/00.

## История
Во времена единой Югославии клуб выступал в турнирах внутри Социалистической Республики Словении. Выиграв в сезоне-1973/74 восточную зону второй лиги, «Похорье» вышло в первую лигу. На высшем внутриреспубликанском уровне команда сыграла 3 сезона подряд, наивысшим достижением стало 3-е место в дебютном сезоне-1974/75. В следующий раз попасть в сильнейший республиканский дивизион «Похорью» удалось по итогам сезона 1987/88 годов, когда клуб занял третье место в восточной зоне. Команда отыграла два сезона в первой лиге и вылетела из неё, заняв последнее, четырнадцатое место в сезоне-1989/90.
В независимой Словении клуб дебютировал в сезоне 1991/92 годов в северной зоне второй лиги, но, заняв лишь девятое место, выбыл из неё. Вернувшись во вторую лигу, клуб под названием «Феротерм-Похорье» смог занять второе место в сезоне-1998/99 и выйти в первую лигу. Там клуб из Руше в сезоне 1999/2000 годов выступил неудачно, выиграл всего 4 матча из 33 и заняв предпоследнее, одиннадцатое место, вернулся во вторую лигу.

## Достижения
- Вторая лига Словении по футболу

2-е место (1): 1998/99
- Третья лига Словении по футболу

Победитель (2): 1997/98, 2002/03
2-е место (2): 1995/96, 1996/97